# Bolero (dans)

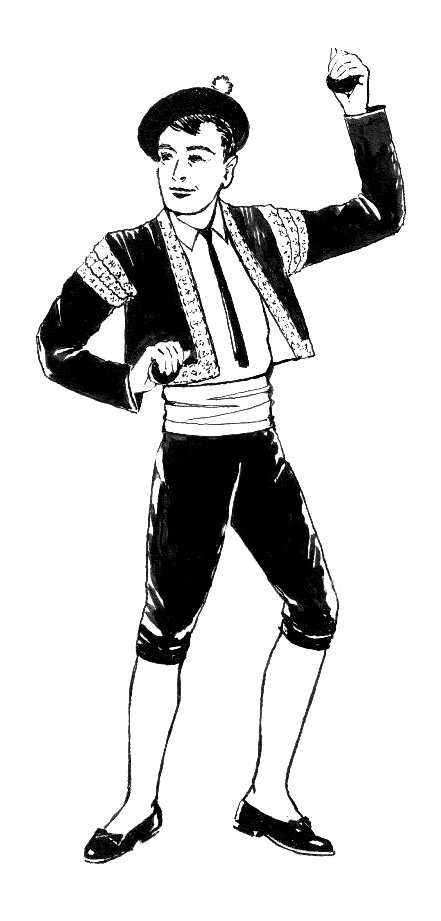
Bărbat dansând bolero

Bolero este numele unui dans popular spaniol de origine maură, în tact 3/4, datând din secolul 17, cu ritm legănat, moderat, executat vocal și cu acompaniament de chitară și castaniete și al melodiei după care se execută acest dans.
Aceeași denumire o poartă și un cântec și dans cubanez cu ritm ternar și sincopat.
Bolero se poate dansa  solo sau cu partener, pe un tempo moderat sau lent, acompaniat de chitară și castaniete și însoțíte de  versuri de tip  seguidila. 
Sebastián Cerezo a fost unul dintre primii și cei mai buni dansatori ai genului.   Potrivit lui Zamácola y Ocerín, Cerezo a dansat încet, iar modul său particular de a dansa a marcat trecerea definitivă de la seguidilla la bolero . 
Dansul a devenit învechit la mijlocul secolului al XIX-lea, dar a supraviețuit într-o tradiție academică cunoscută sub numele de escuela bolera ( școala de bolero), care a influențat dezvoltarea dansului flamenco modern. Unul dintre palos (stilurile) flamenco este derivat direct din acest  dans, seguidillas boleras. În secolul al XX-lea, popularitatea stilului flamenco a dus la aproape dispariția scolii de bolero, care continuă să existe în Sevilla. Moștenirea genului trăiește în lucrările compozitorilor  clasici, precum Maurice Ravel, a cărui  cea mai faimoasă compoziție poartă numele dansului, Boléro.

## Compozitori și opere
În perioada sa de glorie, boleroul a devenit un dans popular în sălile de bal din Spania și a fost interpretat de trupe spaniole din străinătate, împreună cu alte dansuri, cum ar fi cachucha. De-a lungul timpului, mulți compozitori clasici au scris piese inspirate din acest gen:
Frédéric Chopin a scris Boléro solo pian (Op. 19) în 1834, dar ritmurile sale sunt mai degrabă cele ale polonezei. Era un prieten apropiat al lui Pauline Viardot, fiica faimosului tenor spaniol Manuel García, care a introdus boleroul la Paris.
Giuseppe Verdi a scris un bolero intitulat, Mercé, Dilette Amiche pentru opera sa din 1855, I vespri siciliani.
Charles-Auguste de Beriot a scris un bolero în concertul său Scène de balet (Op. 100), anii 1840, pentru vioară și pian (sau orchestră), una dintre cele mai cunoscute piese ale sale
Camille Saint-Saëns a scris un bolero pentru 2 voci și orchestră, El desdichado, 1871
Claude Debussy a scris un bolero în La Soirée dans Grenade, a doua mișcare din Estampes, 1903.
Maurice Ravel a scris Boléro (al cărui titlu de lucru era Fandango) ca o partitură de balet comandată de Ida Rubinstein în 1928, dar acum este interpretată de obicei ca o piesă de concert. A inspirat alte lucrări clasice, cum ar fi tema lui Fumio Hayasaka pentru Rashomon, 1950